# Federico Martín Aramburú
Federico Martín Aramburú (La Plata, 20 gennaio 1980 – Parigi, 19 marzo 2022) è stato un rugbista a 15 e dirigente d'azienda argentino, in carriera attivo nel ruolo di tre quarti centro.
Stabilitosi in Francia dopo la fine della carriera agonistica, è morto a 42 anni a Parigi a seguito di una sparatoria in un locale nella quale è rimasto coinvolto.

## Biografia
Di lontane ascendenze basche, nativo di La Plata ma cresciuto nel Club Atlético de San Isidro, Martín Aramburú passò professionista nel 2004, poco dopo il suo esordio internazionale avvenuto con i Pumas nel corso del Sudamericano di quell'anno.
Il primo contratto professionistico fu con i francesi del Biarritz, club con il quale, nei due anni di permanenza, si laureò due volte consecutivamente campione nazionale (2005 e 2006).
Nel 2006 si trasferì al Perpignano, club con il quale disputò altre due stagioni; prese parte con la Nazionale alla Coppa del Mondo di rugby 2007 in Francia, in cui l'Argentina si classificò terza assoluta e nel corso della quale il giocatore scese in campo in due incontri (Georgia nella fase a gironi e la stessa Francia nella finale per il 3º posto).
Dal 2008 al 2010 militò nel Dax, club con il quale nel 2009 retrocesse in Pro D2, seconda divisione nazionale; nel giugno 2010 firmò un contratto triennale con Glasgow Warriors, franchise scozzese di Celtic League; dopo soli due anni, tuttavia, Martín Aramburú chiuse con il rugby professionistico per tornare in Argentina e ivi disputare qualche incontro per San Isidro, prima di chiudere definitivamente con l'attività agonistica e trasferirsi a Biarritz, città in cui dirige un'organizzazione di viaggi e turismo da e verso il Sudamerica, Eurolatina.
La notte tra il 18 e il 19 marzo 2022, mentre si trovava in un locale di Parigi, Aramburú è rimasto vittima di una sparatoria le cui circostanze sono in corso di accertamento da parte della polizia francese: raggiunto da colpi di arma da fuoco, l'ex giocatore è morto sul posto.

## Palmarès
- Campionati sudamericani: 1
Argentina: 2004
- Campionati francesi: 2
Biarritz: 2004-05, 2005-06